# Zakole-Wiktorowo
Zakole-Wiktorowo (prononciation : [zaˈkɔlɛ viktɔˈrɔvɔ]) est un village polonais de la gmina de Mińsk Mazowiecki dans le powiat de Mińsk de la voïvodie de Mazovie dans le centre-est de la Pologne.
Le village compte approximativement une population de 180 habitants en 2007.

## Histoire
De 1975 à 1998, le village appartenait administrativement à la voïvodie de Siedlce.